# Daean-ri
Daean-ri (tiếng Hàn: 대안리) là một phân cấp hành chính, hoặc ấp, nằm ở Onyang, Ulju, Ulsan, Hàn Quốc. Nó nằm ở phía Đông của Đường cao tốc Busan–Ulsan, phía Nam của Namchang-ri.

## Liên kết
- Trang chính thức Onyang (tiếng Hàn)